# Cao Minh, Thái Nguyên
Cao Minh là một xã ở phía bắc của tỉnh Thái Nguyên, Việt Nam, giáp với hai tỉnh Cao Bằng và Tuyên Quang.

## Địa lý
Xã Cao Minh có vị trí địa lý:
- Phía đông giáp xã Bằng Thành và xã Nghiên Loan
- Phía tây giáp tỉnh Tuyên Quang
- Phía nam giáp xã Ba Bể
- Phía bắc giáp tỉnh Cao Bằng và xã Bằng Thành.

Xã Cao Minh có diện tích 134,89 km², dân số năm 2025 là 12.807 người.

## Lịch sử
Tháng 6 năm 2025, xã Cao Minh được thành lập trên cơ sở nhập toàn bộ diện tích tự nhiên, quy mô dân số của xã Công Bằng (diện tích tự nhiên là 54,08 km², dân số là 3.379 người), xã Cổ Linh (diện tích tự nhiên là 39,68 km², dân số là 4.827 người) và xã Cao Tân (diện tích tự nhiên là 41,13 km², dân số là 4.601 người) của huyện Pác Nặm. Trụ sở làm việc của xã nằm tại xã Cổ Linh cũ.

## Hành chính
Đến năm 2019, xã Cổ Linh có 12 thôn là Bản Sáng, Bản Cảm, Cốc Nghè, Nặm Nhì, Khuổi Trà, Bản Nghè, Lủng Vài, Thôm Niêng, Nà Pùng, Lủng Phặc, Lủng Nghè, Phja Bây.
Xã Công Bằng có chín thôn là Trung Hòa, Phya Mạ, Nặm Cáp, Nà Chảo, Phiêng Luông, Nà Tậu, Nặm Sai, Khên Lền, Cốc Nọt.
Xã Cao Tân có 14 thôn là Cốc Lải, Nà Quạng, Đuông Nưa, Nặm Đăm, Phiêng Puốc, Bản Bón, Bản Pjao, Chẻ Pang, Pù Lườn, Nà Lài, Lủng Pạp, Bản Nhàm, Mạ Khao, Nà Slia.